# Аныханста
Аныханста (абх. Аныханста), до 1992, а также в настоящее время в Грузии — Гребешо́к (груз. გრებეშოკი) — село в Абхазии, в Гагрском районе частично признанной Республики Абхазия, согласно административному делению Грузии — в Гагрском муниципалитете Абхазской Автономной Республики. Высота над уровнем моря составляет 200 метров.

## Население
По данным 1959 года в селе Гребешок проживало 371 человек, в основном русские и армяне. В 1989 году в селе проживало 254 человека, также в основном русские и армяне.

## История
Согласно Постановлению ВС Республики Абхазия от 4 декабря 1992 село Гребешок было переименовано в Аныханста. По законам Грузии продолжает носить название Гребешок.